# サヤ (サムライスピリッツ)
サヤ(沙耶)は、SNKの対戦型格闘ゲーム『サムライスピリッツ』シリーズに登場する架空の人物。声優は氷上恭子。

## 概要
『剣客異聞録 甦りし蒼紅の刃 サムライスピリッツ新章』（以下『蒼紅の刃』と表記）にて初登場した女性キャラクター。
武器は、直刀の止燕【シエン】と飛燕【ヒエン】。流派の慈梵式相殺術は、育ての母から受け継いだもの。戦闘では二刀流のカマを使い、時にはそれらを合体させてブーメラン攻撃を行う。
サヤは青い目をした金髪の外国人で、彼女は小さい頃、外国人商人である両親を殺され、元くの一の柊呼に育てられた。サヤは柊呼から、カマの使い方と女性の生き方を教わり、今では離天京のほとんどの男を手玉に取ってしまうぐらい人気がある。
反幕府の人間で、同じく反幕の榊銃士浪とは仲間であるが、仲が良いのか悪いのかといった間柄である。
明るく、優しく美しく、それでいて女の狡さを併せ持ったイイ女である。設定画のイメージは、古き良き時代のイイ女。
サヤのストーリーでは最後のCPU戦の相手は両親を死なせた張本人でサヤの標的でもある覇業三刃衆の朧であったが、エンディングでは元・覇業三刃衆の柊呼がサヤことサーシャを「秘密を知りすぎたので、あの世で両親と再会するがいい」と言って殺そうとするが返り討ちに遭う。しかしサヤは自分の育ての親でもある柊呼にとどめをさせず、何故こんな事になったのかと聞く。すると柊呼は「この国は長い幕府の繁栄により貧富の差が生まれ、弱い者は日々怯える暮らしをしていた。そんな世を正すために自分たちは三刃衆になった。」と語りだす。だが朧だけは目的の為ならサヤの両親のような何の罪もない人々を平気で殺めていた。朧の所業に耐えられなくなった柊呼と彼女の夫は囚われていたサヤを連れて逃げ出したが、逃亡中に柊呼の夫は2人をかばって命を落とした。柊呼はせめてもの償いとして、この日の為にサヤを育てたと打ち明ける。そしてサヤと柊呼は互いが相手を思いやりつつも両者は決別することになる。
サヤの好みのタイプは幕府に所属する槍使いの花房迅衛門で、彼のストーリーではサヤが対戦相手の一人として登場する上にエンディングにもサヤが登場する。ただし迅衛門は女性が苦手な強面の堅物であり、サヤのストーリーには彼が登場しない。
『蒼紅の刃』以外では『Days of Memories』シリーズの『Days of Memories ～大江戸恋愛絵巻～』に登場するが、この作品では「江坂で吉野凛花と二人きりで暮らし、寺子屋で英語を教えている」と設定が変更されている。

### 衣装
胸元の開いた、黒いレオタード風の服を着ており、脚の部分に黄色いストライプが入り、ブーツカットになっている。肩の部分は折り返して露出している。
背中には短い黒いマントを付け、腰には茶色のベルトを着けている。ピンヒールの黒いサンダルを穿いている。
髪はポニーテールにしていて、髪留め布で留めている。

### 武器
止燕、飛燕
止燕と飛燕は、折畳み式の（ソムリエナイフ風）の刀で、刃を収納する時は、木製のグリップ部分に設置されたスイッチを押す。この刀は、柊呼の暗殺術と共に発展し、今の形状になった。
止燕と飛燕は、組み合わせる事によりブーメランのように投げる事ができ、敵を背後から仕留めることが可能。2つの刀の柄の部分に凹凸があり、これを合わせて合体させる。
作者の柊呼とは、サヤの育ての母で、元覇業三刃衆の一人だった「弁天の柊呼」である。彼女は、サヤが幼少の頃から暗殺術を手ほどきし、サヤが自分の下を去る時、己の過去を何も告げず、止燕と飛燕を彼女に譲り渡した。
| 刀銘       | 止燕【シエン】飛燕【ヒエン】 |
| 作         | 柊呼（トウコ）               |
| 作日       | 1790年（寛政二年）           |
| 刀剣の種類 | 直刀                         |
| 刀身       | 一尺七寸                     |
| 造込       | 片切刃造（かたきりはづくり） |

## キャラクター性能
弱攻撃で牽制しつつ、巧みに踏み込んで防御を崩していく戦い方を得意とする。武器の見た目通り、斬り攻撃のリーチが短く、立ち強斬りの発生も遅い為、距離を取っての戦いは苦戦する。

## 技の解説

### 必殺技
鎌車・鬼火

刀華・昇陽 / 刀華・落陽

駆矢倉・天 / 駆矢倉・地

水面払い

舞燕
「水面払い」の追加攻撃。
鷹返
「舞燕」の追加攻撃。
華纏・雅

華纏・雅なる麗慎
「華纏・雅」の追加技の一つ。
華纏・雅なる麗舞
「華纏・雅」の追加技の一つ。
華纏・雅なる憐舞
「華纏・雅」の追加技の一つ。
華纏・雅なる憐慎
「華纏・雅」の追加技の一つ。
華纏・雅なる夢
「華纏・雅」の追加技の一つ。
華纏・艶

華纏・艶なる麗慎
「華纏・艶」の追加技の一つ。
華纏・艶なる麗舞
「華纏・艶」の追加技の一つ。
華纏・艶なる憐舞
「華纏・艶」の追加技の一つ。
華纏・艶なる憐慎
「華纏・艶」の追加技の一つ。
華纏・艶なる夢
「華纏・艶」の追加技の一つ。

### 武器飛ばし技
鎌車・御魂裂

### 秘奥義
百花繚乱 醒蕾

百花繚乱 乱咲
「百花繚乱 醒蕾」の追加攻撃。
百花繚乱 散華
「百花繚乱 乱咲」の追加攻撃。

## 関連人物
- 榊銃士浪 - 仲間。
- 吉野凛花 - 仲間。